# 페임 (1980년 영화)
《페임》(영어: Fame)은 1980년 공개된 미국의 뮤지컬 영화이다.

## 출연

### 주연
- 아이린 카라
- 리 커레리
- 로라 딘
- 안토니아 프란세시

### 조연
- 보이드 게인즈
- 앨버트 허그
- 트레사 휴즈
- 스티브 인우드
- 폴 맥크레인
- 앤 메라
- 조안나 멀린
- 베리 밀러
- 짐 무디
- 진 안소니 레이
- 모린 티피
- 데비 엘렌

## 기타
- 미술: 제프리 커크랜드
- 미술: 에드 윗스타인
- 의상: 엘렌 미로닉
- 의상: 크리스티 지아